# Bjørn Hansen
Bjørn Hansen (Trondheim, 15 gennaio 1939 – 25 aprile 2018) è stato un allenatore di calcio e calciatore norvegese, di ruolo centrocampista.

## Carriera

### Giocatore

#### Club
Hansen vestì le maglie di Kvik, Oppdal e Sandefjord.

### Allenatore
Dopo aver guidato Stjørdals-Blink e Strindheim, Hansen fu scelto come tecnico del Rosenborg a partire dal campionato 1984. Lasciò la squadra il 21 agosto 1985, sostenendo di non sentirsi più seguito dai giocatori. Fu sostituito da Arne Dokken, che portò il Rosenborg alla vittoria in campionato. Prima del campionato 1988, Nils Arne Eggen lo richiamò al Rosenborg, scegliendolo come suo assistente. Fatta eccezione per il biennio che andò dal 1990 al 1991, Eggen e Hansen collaborarono fino al 1996. Nel 1993, guidò la Norvegia under 20 al mondiale di categoria. A partire dall'autunno 1994, diventò anche assistente di Egil Olsen, all'epoca commissario tecnico della Norvegia. Dopo il campionato del mondo 1998, fu scelto per guidare la Norvegia under 21. Nel 2002, fu allenatore della Norvegia under 19, suo ultimo incarico in panchina. Successivamente, nonostante alcuni problemi di salute, tornò a collaborare con il Rosenborg. Il 23 novembre 2013, fu annunciato che avrebbe allenato il Kvik a partire dal 1º gennaio 2014.